# 1,1-dimethylhydrazine
1,1-dimethylhydrazine is een hydrazinederivaat met als brutoformule C2H8N2. Het is een toxische en vluchtige kleurloze vloeistof met een scherpe ammoniakachtige geur, die geel wordt bij aanraking met lucht. De stof wordt voornamelijk gebruikt in hypergolische raketbrandstof als stuwvloeistof, samen met distikstoftetraoxide.

## Toxicologie en veiligheid
De stof kan spontaan ontbranden bij contact met lucht. Ze vormt bij verbranding giftige en brandbare dampen onder andere stikstofoxiden, waterstof, ammoniak, dimethylamine en waterstofazide. De stof is een sterk reductiemiddel en reageert hevig met oxiderende stoffen zoals distikstoftetraoxide, waterstofperoxide en salpeterzuur. 1,1-dimethylhydrazine is een sterke base en ze reageert hevig met zuren en met zuurstof (met kans op brand en ontploffing). De stof tast ook kunststoffen aan.